# Adina Anton
Adina Anton (n. 6 octombrie 1984, Pitești, România) este o fostă atletă română de performanță, specializată în proba de săritură în lungime.

## Carieră
În 2006 a absolvit cursurile Facultății de Educație Fizică din Craiova iar în 2008 și-a luat și masteratul. Prima ei performanță notabilă a fost medalia de bronz la Festivalul Olimpic al Tineretului European din 2001 de la Murcia. În anul următor ea a câștigat medalia de aur la Kingston, Jamaica, la Campionatul Mondial de Juniori (sub 20). În 2003 a câștigat medalia de argint la Campionatul European de Juniori (sub 20) de la Tampere. În același an a participat pentru prima prima oară la Campionatul Mondial, dar nu a reușit să se califice în finală.
La Campionatul Mondial în sală din 2004 Anton a obținut locul 8 și la Jocurile Olimpice din 2004 de la Atena a ajuns pe locul 17. Anul următor, la Campionatul European în sală de la Madrid, ea a câștigat medalia de bronz. În sezonul în aer liber a câștigat medalia de bronz la Campionatul European de Tineret (sub 23) și a ocupat locul 4 la Universiada de la Izmir.
În anul 2006 s-a clasat pe locul 11 la Campionatul Mondial în sală și pe locul 5 la Campionatul European de la Göteborg. În vara lui 2007 Adina Anton s-a retras din activitate din cauza problemelor de sănătate.
În 2004 ea a primit Medalia „Meritul Sportiv” clasa a II-a.

## Realizări
| An   | Competiție                                 | Locație                  | Loc | Note   |
| ---- | ------------------------------------------ | ------------------------ | --- | ------ |
| 2001 | Festivalul Olimpic al Tineretului European | Murcia, Spania           | 3   | 6,05 m |
| 2002 | Campionatul Mondial de Juniori (sub 20)    | Kingston, Jamaica        | 1   | 6,46 m |
| 2003 | Campionatul European de Juniori (sub 20)   | Tampere, Finlanda        | 2   | 6,46 m |
| 2003 | Campionatul Mondial                        | Paris, Franța            | 24  | 6,09 m |
| 2004 | Campionatul Mondial în sală din 2004       | Budapesta, Ungaria       | 8   | 6,43 m |
| 2004 | Jocurile Olimpice din 2004                 | Atena, Grecia            | 17  | 6,47 m |
| 2005 | Campionatul European în sală               | Madrid, Spania           | 3   | 6,59 m |
| 2005 | Campionatul European de Tineret (sub 23)   | Erfurt, Germania         | 3   | 6,55 m |
| 2005 | Campionatul Mondial                        | Helsinki, Finlanda       | 23  | 6,25 m |
| 2005 | Universiada                                | Izmir, Turcia            | 4   | 6,43 m |
| 2006 | Campionatul Mondial în sală                | Moscova, Rusia           | 11  | 6,37 m |
| 2006 | Campionatul European                       | Göteborg, Suedia         | 5   | 6,54 m |
| 2007 | Campionatul European în sală               | Birmingham, Regatul Unit | 10  | 6,48 m |

## Recorduri personale
| Probă           | Performanță | Dată             | Locație   |
| --------------- | ----------- | ---------------- | --------- |
| lungime         | 6,80 m      | 7 august 2004    | București |
| lungime în sală | 6,65 m      | 6 februarie 2005 | București |